# Molophilus babanus
Molophilus babanus är en tvåvingeart som beskrevs av Alexander 1957. Molophilus babanus ingår i släktet Molophilus och familjen småharkrankar. Inga underarter finns listade i Catalogue of Life.